# Ле-Нуармон
Ле-Нуармон (фр. Le Noirmont) — громада  в Швейцарії в кантоні Юра, округ Франш-Монтань.

## Географія
Громада розташована на відстані близько 50 км на північний захід від Берна, 34 км на південний захід від Делемона.
Ле-Нуармон має площу 20,4 км², з яких на 6,1% дозволяється будівництво (житлове та будівництво доріг), 50,8% використовуються в сільськогосподарських цілях, 42,5% зайнято лісами, 0,5% не є продуктивними (річки, льодовики або гори).

## Демографія
2019 року в громаді мешкало 1883 особи (+13,2% порівняно з 2010 роком), іноземців було 15,4%. Густота населення становила 92 осіб/км².
За віковим діапазоном населення розподілялося таким чином: 20,8% — особи молодші 20 років, 62,1% — особи у віці 20—64 років, 17% — особи у віці 65 років та старші. Було 817 помешкань (у середньому 2,3 особи в помешканні).
Із загальної кількості 1952 працюючих 57 було зайнятих в первинному секторі, 1199 — в обробній промисловості, 696 — в галузі послуг.